# 레소파르코바야역
레소파르코바야역(러시아어: Лесопарковая)은 모스크바 지하철 부톱스카야 선의 역이다. 2014년 2월 27일에 개장하였다.

## 지리
레소파르코바야 역의 위치는 MKAD 고속도로와 평행한 곳에 위치하고, 비차 공원과도 인접한 곳에 위치한다.

## 구조
역은 깊이가 얕고 플랫폼의 양 끝에 계단과 연결되어 있다.